# Dragons Football Americano
Los Cartago Dragons F.A. son un equipo costarricense de fútbol americano  con sede en la provincia de Cartago. Forman parte de la Federación de Fútbol Americano de Costa Rica (FEFA) y de la National Tico Football League (NTFL). 
Los Dragons cuentan además con un equipo U19, U17 y Junior con la intención de hacer crecer el deporte y formar futuros jugadores para el equipo. 

## Historia
Los Dragons (anteriormente conocidos como Asociación Deportiva Dragons Football Americano) es el primer club de fútbol americano que se creó en Costa Rica, siendo fundado en agosto del 2008, al atender la convocatoria de la Asociación Costarricense de Fútbol Americano (ACFA) para formar equipos de este deporte en el país. 
Tuvo su debut en el primer partido de interclubes organizado por la ACFA que fue celebrado en el país el sábado 14 de marzo de 2009, cuando enfrentó y venció a a su similar Bulldogs con un marcador de 19-6, y con esto se convirtió en el primer equipo en anotar un touchdown de manera oficial para este deporte en Costa Rica pasando así a la historia como el primer equipo en ganar un partido oficial.
En el 2010 se abstendría de participar en un nuevo torneo organizado por la ACFA.

### Primer Campeonato Nacional
En el 2009 junto a los equipos Bulldogs, Toros, Tiburones, Mustangs y Black Gators jugo el primer campeonato organizado por la ACFA. En dicho torneo se quedaría a tan sólo un paso de la final (también conocida como 'Tico Bowl') tras un partido intenso ante el fuerte equipo de Tiburones. De esta manera se despidieron de la ACFA caracterizado por el orden y la buena organización.

### 2010 a 2014
En el 2010 tras la partida de algunos jugadores de su primer equipo se realiza una actualización de planilla y después de tiempos difíciles y la posible desaparición de Dragons, se logra mantener y conformar una nueva planilla de jugadores 99% amateur y con el conocimiento básico del deporte. Además de su equipo menor, siendo el primero en tomar esta iniciativa para poder asegurar la constancia en los campeonatos venideros y poder formar jugadores con amplio conocimiento del deporte.
Ese mismo año se afiliaría a la recién creada FEFA, convirtiéndose así en el primer equipo federado de Costa Rica e iniciando su preparación para el primer Campeonato Nacional que se llevó a cabo en el 2011.

### 2015 a la actualidad
En el 2015 tras el cambio de administración nace el nuevo Dragons, iniciando con un cambio de imagen que dio un giro de 360° a la forma en que se mostraban eliminando el viejo Dragón tribal e incorporando un nuevo escudo con la "D" de Dragons y además con la participación en el nuevo campeonato de la liga privada NTFL. 